# خرون اسلوشر
خرون اسلوشر (اسپانیایی: Jeron Slusher‎؛ زادهٔ ۷ نوامبر ۱۹۴۴) بازیکن فوتبال اهل گواتمالا بود.
وی همچنین در تیم ملی فوتبال گواتمالا بازی کرده است.